# Alter Friedhof (Tillicoultry)
Der Alte Friedhof von Tillicoultry befindet sich in der schottischen Stadt Tillicoultry in der Council Area Clackmannanshire. Er liegt am Nordostrand der Stadt an der Straße Fir Park. 1972 wurde der Friedhof in die schottischen Denkmallisten in der Kategorie B aufgenommen. Des Weiteren sind Teile des Geländes als Scheduled Monument geschützt.

## Beschreibung
Wahrscheinlich wurde der kleine Friedhof im 12. Jahrhundert angelegt. Direkt westlich grenzte später das Tillicoultry House an, von dem heute nur noch die denkmalgeschützten Stallungen vorhanden sind. Auf dem leicht abschüssigen Gelände sind neben einem ornamentierten Monument verschiedene verzierte Grabsteine aus vergangenen Jahrhunderten zu finden. Der älteste stammt aus dem Jahr 1522. Sie zeigen Abbildungen von Engeln sowie Werkzeugen wie Pflügeln, Hämmern oder Spaten. Ehemals gehörte der Friedhof zu einer Kirche präreformatorischen Kirche, von welcher heute keine Überreste mehr vorhanden sind. Eine Bruchsteinmauer umfriedet das Gelände.